# تاريخ علم فيزياء الأرض
كان الدافع وراء التطور التاريخي لعلم فيزياء الأرض عاملين. أحد هذه العوامل هو الفضول البحثي للجنس البشري المتعلق بكوكب الأرض ومكوناته العديدة وأحداثها ومشكلاتها. والثاني هو الاستخدام الاقتصادي لموارد الأرض (رواسب الخام، البترول، موارد المياه، إلخ) والمخاطر المرتبطة بالأرض مثل الزلازل والبراكين وأمواج المد والجزر والفيضانات.

## الفترة الكلاسيكية وبداية الرصد
في حوالي عام 240 قبل الميلاد، قاس إراتوستينس محيط الأرض، باستخدام علم المثلثات وزاوية الشمس على خط عرض واحد في مصر.
هناك بعض المعلومات حول الزلازل في الأرصاد الجوية لأرسطو، وفي نيتشرال هيستوريا من قبل بليني ذا إلدر، وفي ستراسبو جيوغرافيكا. سجل أرسطو وسترابو ملاحظات على المد والجزر.
قام الفيلسوف اليوناني أمبادوقليس (حوالي 490-430 قبل الميلاد) بتفسير طبيعي للبراكين، والذي اعتبر العالم مقسماً إلى أربع قوى عنصرية: الأرض، الهواء، النار والماء. وقال إن البراكين هي مظهر من مظاهر عنصر النار. ستلعب الرياح والزلازل دورًا رئيسيًا في تفسير البراكين. ادعى لوكريتيوس أن جبل إتنا كان مجوفًا تمامًا وأن حرائق الأرض كانت مدفوعة بواسطة رياح عنيفة تدور بالقرب من مستوى سطح البحر. لاحظ بليني الأكبر أن وجود الزلازل سبقت ثوران. شهد أثانيسيوس كيرتشر (1602-1680) ثوران في جبل إتنا وسترومبولي، ثم زار فوهة فيزوف، ونشر وجهة نظره عن الأرض بنيران مركزية متصلة بالعديد من الآخرين بسبب حرق الكبريت والبيتومين والفحم.